# Crimson/Red
Crimson/Red är ett det tionde studioalbumet av den brittiska bandet Prefab Sprout, utgivet den 4 oktober 2013. Albumet är inspelat och producerat av Paddy McAloon helt på egen hand, men Martin McAloon och Wendy Smith, tidigare medlemmar i Prefab Sprout, ska båda ha uppmuntrat Paddy McAloon till användandet av bandnamnet.

## Låtlista
1. The Best Jewel Thief in the World - 3.52
2. The List of Impossible Things - 3.42
3. Adolescence - 4.29
4. Grief Built the Taj Mahal - 3.25
5. Devil Came A Calling - 3.39
6. Billy - 4.38
7. The Dreamer - 6.01
8. The Songs of Danny Galway - 4.10
9. The Old Magician - 2.50
10. Mysterious - 4.23

Total speltid: 41.09

## Läcka
I mars 2013 lade en anonym användare upp tio låtar liknande ett album på musiktjänsten Soundcloud, något som inte uppmärksammades i någon större utsträckning. I juni postade en lika anonym användare en länk till sagda album på Prefab Sprout-fansens mötesplats Sproutnet, vilket startade en omedelbar ryktesspridning. I juli bekräftade det nystartade Icebreaker Records att ett nytt Prefab Sprout-album, Crimson/Red, skulle släppas i oktober.

## Mottagande
Albumet har fått goda eller mycket goda recensioner. Dagens Nyheter kallade det "ett mästerverk" och gav Crimson/Red högsta betyg: 5/5 . Samma höga betyg fick albumet i Göteborgs-Posten ,  medan Svenska Dagbladets recensent var mer försiktig med 4/6 . Fredrik Virtanen inledde en krönika i Aftonbladet med "Jag är tillbaka. Prefab Sprout är tillbaka. Rörd blir jag. Kär är jag."